# Francesco Di Leva
Francesco Di Leva est un acteur italien né le 4 septembre 1978 à Naples.

## Filmographie
- 1999 : La Donna lupo
- 2000 : Iris d'Aurelio Grimaldi
- 2001 : Malefemmene
- 2002 : Rosa Funzeca
- 2003 : Pater familias : Gerardo
- 2003 : Vecchio
- 2004 : Certi bambini d'Andrea et Antonio Frazzi
- 2004 : Segui le ombre
- 2004 : Vento di terra de Vincenzo Marra : Tarantino
- 2005 : Les Enfants invisibles
- 2007 : Una notte : Il Cameriere / The Waiter
- 2009 : Tris di donne & abiti nuziali
- 2010 : Frères d'Italie (Noi credevamo) de Mario Martone : Gardeia carceraria
- 2010 : Une vie tranquille (Una vita tranquilla) de Claudio Cupellini : Edoardo
- 2012 : Waves de Corrado Sassi : Andrea
- 2014 : Milionari d'Alessandro Piva : Babbà
- 2015 : Natale col boss de Volfango De Biasi : Fefè
- 2016 : La stoffa dei sogni de Gianfranco Cabiddu : Andrea
- 2017 : Caccia al tesoro de Carlo Vanzina : O' Mastino
- 2018 : Bob & Marys de Francesco Prisco : Accùppatore
- 2018 : Metti la nonna in freezer de Giancarlo Fontana et Giuseppe Stasi : Gennaro
- 2019 : Il sindaco del Rione Sanità de Mario Martone
- 2020 : After the War de Suri Krishnamma
- 2020 : Il delitto Mattarella d'Aurelio Grimaldi
- 2021 : Il bambino nascosto de Roberto Andò
- 2022 : Nostalgia de Mario Martone : don Luigi Rega
- 2023 : Dernière Nuit à Milan (L'ultima notte di Amore) d'Andrea Di Stefano : Dino
- 2023 : Adagio de Stefano Sollima : Bruno
- 2024 : Familia de Francesco Costabile : Franco Celeste

## Distinction
- David di Donatello 2023 : Meilleur acteur dans un second rôle pour Nostalgia